# Нікіта Деніс
Нікіта́ Де́ніс (англ. Nikita Denise; нар. 25 липня 1976, Чехословаччина) — чеська порноакторка та режисерка.

## Кар'єра
У 1998 році іммігрувала до Канади, де почала працювати у стрип-клубі. Після зустрічі з Джил Келлі вона отримала телефонний номер Джима Саута (англ. Jim South). Її перша сцена була у фільмі «North Pole 13» у 2000 році.
У 2006 році Деніс випустила свій перший фільм «Inside the Porn Actor's Studio».
Деніс знялась у понад 400 фільмах.

## Фільмографія
- 2001 — Ейфорія

## Нагороди
- 2002 AVN Award — Female Performer of the Year[10]
- 2002 AVN Award — Best Group Sex Scene — Succubus[10]
- 2003 AVN Award — Best Sex Scene Coupling — Les Vampyres 2[10]
- 2003 AVN Award — Best All-Girl Sex Scene — I Dream of Jenna[10]